# داوروس
داوروس یکی از شخصیت‌های سریال دکتر هو است.
داوروس بزرگترین دشمن دکتر و سازندهٔ یکی از مرگبارترین دشمنان دکتر یعنی دالک‌ها می‌باشد. خالق این اثر نویسندهٔ مشهور بریتانیایی تری نیشن است. داوروس دانشمندی از سیاره اسکارو است، که نژاد مردم آن جا را کالدها تشکیل می‌دهند که در جنگ بزرگ زمان درگیر شدند.

داوروس بزرگترین دشمن دکتر هو